# Setia ambigua
Setia ambigua is een slakkensoort uit de familie van de Rissoidae. De wetenschappelijke naam van de soort is voor het eerst geldig gepubliceerd in 1873 door Brugnone.